# Eusarsiella pseudospinosa
Eusarsiella pseudospinosa is een mosselkreeftjessoort uit de familie van de Sarsiellidae. De wetenschappelijke naam van de soort is voor het eerst geldig gepubliceerd in 1977 door Baker.